# هانتينغتون (فرجينيا)
هانتينغتون (بالإنجليزية: Huntington CDP, Virginia)‏ هي منطقة سكنية تقع بولاية فرجينيا في الولايات المتحدة. تبلغ مساحتها 2.9 كم2، وترتفع عن سطح البحر 20 م، بلغ عدد سكانها 11,267 نسمة في عام 2010 حسب إحصاء مكتب تعداد الولايات المتحدة وتصل الكثافة السكانية فيها 3,885.2 نسمة لكل كيلومتر مربع (10,062.6/ميل2).

## التركيبة السكانية
حدّد مكتب تعداد الولايات المتحدة بيانات التركيبة السكانية لهانتينغتون في تعداد الولايات المتحدة. في ما يلي، التركيبة السكانية حسب تعدادي 2000 و2010.

### تعداد عام 2000
بلغ عدد سكان هانتينغتون 8,325 نسمة بحسب تعداد عام 2000، وبلغ عدد الأسر 4,615 أسرة وعدد العائلات 1,677 عائلة مقيمة في المنطقة السكنية. في حين سجلت الكثافة السكانية 2,870.7 نسمة لكل كيلومتر مربع (7,435.1/ميل2). وبلغ عدد الوحدات السكنية 4,860 وحدة بمتوسط كثافة قدره 1,675.9 لكل كيلومتر مربع (4,340.6/ميل2).
وتوزع التركيب العرقي للمنطقة السكنية بنسبة 64.95% من البيض و16.74% من الأمريكيين الأفارقة و0.40% من الأمريكيين الأصليين و7.02% من الأمريكيين ذوي الأصول الآسيوية و0.16% من سكان جزر المحيط الهادئ و6.91% من الأعراق الأخرى و3.83% من عرقين مختلطين أو أكثر و14.01% من الهسبانيون أو اللاتينيون من أي عرق.
بلغ عدد الأسر 4,615 أسرة كانت نسبة 13.4% منها لديها أطفال تحت سن الثامنة عشر تعيش معهم، وبلغت نسبة الأزواج القاطنين مع بعضهم البعض 26.8% من أصل المجموع الكلي للأسر، ونسبة 6.7% من الأسر كان لديها معيلات من الإناث دون وجود شريك،  بينما كانت نسبة 2.8% من الأسر لديها معيلون من الذكور دون وجود شريكة وكانت نسبة 63.7% من غير العائلات. تألفت نسبة 52.6% من أصل جميع الأسر من عدة أفراد يعيشون في نفس المنزل ونسبة 7.6% كانت تتألف من شخص يعيش بمفرده يبلغ من العمر 65 عاماً أو أكثر. وبلغ متوسط حجم الأسرة المعيشية 1.80، أما متوسط حجم العائلات فبلغ 2.75.
بلغ العمر الوسطي للسكان 35.6 عاماً. وكانت نسبة 13% من القاطنين تحت سن الثامنة عشر، وكانت نسبة 10% بين الثامنة عشر والرابعة والعشرين عاماً، ونسبة 43.2% كانت واقعةً في الفئة العمرية ما بين الخامسة والعشرين والرابعة والأربعين عاماً، ونسبة 23.4% كانت ما بين الخامسة والأربعين والرابعة والستين، ونسبة 10.4% كانت ضمن فئة الخامسة والستين عاماً فما فوق. يوجد لكل 100 أنثى 101.9 ذكر، ويوجد لكل 100 أنثى في الثامنة عشر من عمرها فما فوق 100.9 ذكر.
بلغ متوسط دخل الأسرة في المنطقة السكنية 52,364 دولارًا، أما متوسط دخل العائلة فبلغ 62,228 دولارًا. وكان متوسط دخل الذكور 43,429 دولارًا مقابل 36,563 دولارًا للإناث. وسجل دخل الفرد الخاص بالمنطقة السكنية 36,945 دولارًا. وكانت نسبة 6.8% من العائلات ونسبة 7.7% من السكان تحت خط الفقر، وكان من هؤلاء نسبة 19.3% تحت سن الثامنة عشر ونسبة 0.6% في الخامسة والستين من العمر وما فوق.

### تعداد عام 2010
بلغ عدد سكان هانتينغتون 11,267 نسمة بحسب تعداد عام 2010، وبلغ عدد الأسر 5,804 أسرة وعدد العائلات 2,335 عائلة مقيمة في المنطقة السكنية. في حين سجلت الكثافة السكانية 3,885.2 نسمة لكل كيلومتر مربع (10,062.6/ميل2). وبلغ عدد الوحدات السكنية 6,409 وحدة بمتوسط كثافة قدره 2,210 لكل كيلومتر مربع (5,723.9/ميل2).
وتوزع التركيب العرقي للمنطقة السكنية بنسبة 62.31% من البيض و13.50% من الأمريكيين الأفارقة و0.41% من الأمريكيين الأصليين و9.46% من الأمريكيين ذوي الأصول الآسيوية و0.06% من سكان جزر المحيط الهادئ و9.96% من الأعراق الأخرى و4.30% من عرقين مختلطين أو أكثر و21.70% من الهسبانيون أو اللاتينيون من أي عرق.
بلغ عدد الأسر 5,804 أسرة كانت نسبة 15.8% منها لديها أطفال تحت سن الثامنة عشر تعيش معهم، وبلغت نسبة الأزواج القاطنين مع بعضهم البعض 30.4% من أصل المجموع الكلي للأسر، ونسبة 6.4% من الأسر كان لديها معيلات من الإناث دون وجود شريك،  بينما كانت نسبة 3.4% من الأسر لديها معيلون من الذكور دون وجود شريكة وكانت نسبة 59.8% من غير العائلات. تألفت نسبة 48.2% من أصل جميع الأسر من عدة أفراد يعيشون في نفس المنزل ونسبة 8.1% كانت تتألف من شخص يعيش بمفرده يبلغ من العمر 65 عاماً أو أكثر. وبلغ متوسط حجم الأسرة المعيشية 1.94، أما متوسط حجم العائلات فبلغ 2.81.
بلغ العمر الوسطي للسكان 35.9 عاماً. وكانت نسبة 13.3% من القاطنين تحت سن الثامنة عشر، وكانت نسبة 9.2% بين الثامنة عشر والرابعة والعشرين عاماً، ونسبة 41.9% كانت واقعةً في الفئة العمرية ما بين الخامسة والعشرين والرابعة والأربعين عاماً، ونسبة 24.8% كانت ما بين الخامسة والأربعين والرابعة والستين، ونسبة 10.9% كانت ضمن فئة الخامسة والستين عاماً فما فوق. وتوزع التركيب الجنسي للسكان بنسبة 52% ذكور و48% إناث.